# Chip Kelly
Charles « Chip » Kelly, né le 25 novembre 1963 à Dover, est un entraîneur américain de football américain. Il est actuellement le coordinateur offensif des Raiders de Las Vegas dans la NFL.

## Entraineur
Entre 2009 et 2012, il a été entraineur principal des Ducks de l'Oregon avec qui il a participé à quatre bowls consécutifs dont la finale nationale de 2011. Ces succès lui ont permis de devenir entraîneur principal pendant quatre saisons en National Football League, trois avec les Eagles de Philadelphie (2013–2015) et une avec les 49ers de San Francisco (2016). Il n'accèdera aux séries éliminatoires qu'à l'issue de la saison 2013 avec les Eagles.
Il revient ensuite en NCAA Division I FBS, en tant qu'entraineur principal des Bruins de l'UCLA de 2018 à 2023. En 2024, Chip est engagé comme coordinateur offensif de l'équipe universitaire des Buckeyes d'Ohio State évoluant au sein de la NCAA Division I FBS et remporte le titre universitaire 2024.  

## Palmarès
- NCAA[1],[2] :
  - Pacific-12 Conference : 3 (2009, 2010,2011)
  - Division Nord de la Pac-12 : 2 (2011, 2012)

- NFL
  - Division NFC Est : 1 (2013)

- Récompenses[1],[2] :
  - Entraîneur de l'année en Pacific-12 Conference : 2 (2009, 2010)
  - Entraîneur de l'année en NCAA par l'Associated Press : 1 (2010)
  - Eddie Robinson Coach of the Year : 1 (2010)
  - Walter Camp Coach of the Year Award : 1 (2010)
  - Entraîneur de l'année en NCAA par le Sporting News : 1 (2010)
  - Entraîneur de l'année en NCAA par l'AFCA (en) : 1 (2010)
  - Entraîneur de l'année en NFL par le Maxwell Club : 1 (2013)

## Statistiques comme entraîneur

### NFL
| Équipe                 | Saison       | Saison régulière | Saison régulière | Saison régulière | Saison régulière | Saison régulière | Phase finale/Playoffs | Phase finale/Playoffs | Phase finale/Playoffs | Phase finale/Playoffs                                            |
| Équipe                 | Saison       | G                | P                | N                | % victoires      | Classement       | G                     | P                     | % victoires           | Résultat                                                         |
| ---------------------- | ------------ | ---------------- | ---------------- | ---------------- | ---------------- | ---------------- | --------------------- | --------------------- | --------------------- | ---------------------------------------------------------------- |
| Eagles de Philadelphie | 2013         | 10               | 6                | 0                | 62,5             | 1er NFC Est      | 0                     | 1                     | 0                     | Défaite contre les Saints de La Nouvelle-Orléans au premier tour |
| Eagles de Philadelphie | 2014         | 10               | 6                | 0                | 62,5             | 2e NFC Est       | —                     | —                     | —                     | —                                                                |
| Eagles de Philadelphie | 2015         | 6                | 9                | 0                | 40               | Licencié         | —                     | —                     | —                     | —                                                                |
| Total Eagles           | Total Eagles | 26               | 21               | 0                |                  |                  | 0                     | 1                     | 0                     |                                                                  |
| 49ers de San Francisco | 2016         | 2                | 14               | 0                | 12,5             | 4e NFC Ouest     | —                     | —                     | —                     | —                                                                |
| Total 49ers            | Total 49ers  | 2                | 14               | 0                | 12,5             |                  |                       |                       |                       |                                                                  |
| Total NFL              | Total NFL    | 28               | 35               | 0                | 45,2             |                  | 0                     | 1                     | 0                     |                                                                  |